# Harrison S. Brown
Harrison Scott Brown (* 26. September 1917; † 8. Dezember 1986) war ein US-amerikanischer Physiker und Geochemiker.
Brown studierte Chemie an der University of California, Berkeley und wurde 1941 in Kernchemie zum PhD an der Johns Hopkins University promoviert.
Brown arbeitete für das Manhattan-Projekt und spielte in Oak Ridge eine Rolle bei der Isolation von Plutonium für die ersten Atombomben. Im Juli 1945 gehörte er zu einer Gruppe von Wissenschaftler, die eine Petition an den US-Präsidenten schrieben. Nach seiner Arbeit am Manhattan-Projekt wurde er zum ausdrücklichen Gegner von Kernwaffen. 1947 wurde er Mitglied des Emergency Committee of Atomic Scientists und war zu seinem Lebensende editor-in-chief des Bulletin of the Atomic Scientists.
Von 1946 bis 1951 lehrte er an der University of Chicago, bevor er an das Caltech wechselte. Forschungsgebiete von Brown waren die Massenspektrometrie, die Thermische Diffusion, die Fluor- und Plutonium-Chemie, Geochemie und die Erforschung der Planetenstrukturen. 1955 wurde er in die National Academy of Sciences, 1959 in die American Academy of Arts and Sciences und 1966 in die American Philosophical Society gewählt. Er gehörte schon in den 1960er Jahren zu den Wissenschaftlern, die ein häufiges Vorkommen von Exoplaneten annahmen.
Wie manch andere Wissenschaftler schrieb auch Brown Science Fiction, um Spekulationen zu äußern. 1968 veröffentlichte er zusammen mit Chloe Zerwick The Cassiopeia Affair. Darin geht es wie in Fred Hoyles A for Andromeda (1962) und The Listeners von James Gunn 1972 um die Konsequenzen des Radiokontakts mit intelligenten Außerirdischen.
Von 1962 bis 1974 war er foreign secretary der National Academy of Sciences. Er war Wissenschaftsberater der Präsidentschaftskampagnen von Adlai Stevenson und Robert Kennedy. Außerdem hatte er Positionen als Delegierter, Berater und Mitglied zahlreicher Regierungs-, politischer und Berufs-Organisationen.